# Nelson Tapia
Nelson Antonio Tapia Ríos (Molina, 22 de septiembre de 1966) es un exfutbolista y actual entrenador chileno. Como futbolista, jugaba de arquero y fue campeón nacional con Universidad Católica y Cobreloa, medallista de Bronce en Sídney 2000 y mundialista de Francia 1998, entre otros logros. Actualmente dirige a Constitución Unido de la Tercera División A de Chile.

## Trayectoria

### Como futbolista[1]
Tapia comenzó su carrera jugando en el club General Maturana de la Asociación de Molina. Tras probarse sin éxito en Rangers de Talca, prueba suerte en O'Higgins, dirigido en ese entonces por Luis Santibáñez, quienes compran su pase por la suma de 62 mil pesos de la época. Debutó el año 1987 durante el torneo de la Segunda división chilena, con el que logró el ascenso a Primera División ese mismo año atajando en la liguilla de promoción jugada en Talca, donde los celestes vencieron a Regional Atacama y Lota Schwager. Sus campañas en el club celeste fueron regulares hasta 1992. A fines de ese año fue contratado por Universidad Católica, que en 1993 lo envió a préstamo a Deportes Temuco, por un año.
En 1994 regresó a Universidad Católica, en donde obtuvo el mejor rendimiento de su carrera futbolística, ganando varios títulos, como la Copa Interamericana 1994, Copa Chile 1995 y el Apertura 1997 y donde es reconocido como uno de los máximos referentes de su historia.
En 1996 formó parte de un equipo de estrellas de la FIFA (conformado además por jugadores tales como Jorge Campos, Michael Laudrup, Lothar Matthäus, Fernando Redondo, Marcel Desailly, Fernando Hierro, Fernando Couto, Krasimir Balakov, Jürgen Klinsmann, David Ginola, Abedi Pelé y George Weah, entre otros) que jugó un partido amistoso benéfico en el Giants Stadium de Nueva Jersey contra la selección olímpica de Brasil que se preparaba para los Juegos de Atlanta de aquel año. Tapia, que sustituyó al mexicano Campos, no pudo evitar la derrota del combinado de estrellas mundiales por 2-1 (goles de Bebeto, Klinsmann y Roberto Carlos).
A fines de 2000 emigró a Vélez Sarsfield, para reemplazar nada más y nada menos que a José Luis Chilavert, pero jugó sólo cinco partidos debido a una seguidilla de lesiones. Luego de renunciar al cuadro argentino,  regreso en Chile fichando en Puerto Montt, equipo con el que descendió en 2001, para luego firmar en Unión Española.
En 2003 fue adquirido por Cobreloa, donde vuelve a tener protagonismo, ya que ganó el Torneo Apertura 2003, el Clausura 2003 y alcanzó los cuartos de final de la Copa Libertadores 2003, siendo eliminados por quien sería el campeón, Boca Juniors. Después de un irregular paso por Santos FC de Brasil, retornó a Cobreloa el primer semestre de 2005, para jugar la Copa Libertadores y el Campeonato de Apertura, pero con malos resultados y sin repetir los logros de su anterior paso por el club loíno. El segundo semestre de 2005 fichó por Junior de Barranquilla, donde finalmente se retiró.

### Como entrenador
Posteriormente a su retiro como futbolista, desempeñó roles como entrenador de fútbol a nivel universitario y colegial en la Universidad del Mar e Instituto San Martín de Curicó. En 2009 asumió como gerente deportivo de Unión Temuco, equipo fundado por Marcelo Salas y al año siguiente cumple las mismas funciones en Colchagua.
Luego, se trasladó a Ecuador para desempeñarse como preparador de arqueros en el Barcelona de Guayaquil, donde dirigió de manera interina el último partido del club en la Serie A 2019 ante el C.D Olmedo.
En 2020, estuvo al frente de Guayaquil Sport, logrando el ascenso a la Serie B, pero fue despedido debido a una irregular campaña en la Serie B 2021.
En septiembre de 2021, fue contratado por el Libertad Fútbol Club. Con este equipo ganó la Segunda Categoría de Ecuador, asegurando el ascenso a la Serie B para la temporada 2022. El 22 de septiembre se oficializó su salida del equipo lojano.
El 3 de febrero de 2023, fue presentado como nuevo entrenador del C.D. Olmedo, ahora en la Segunda Categoría, con la misión de lograr el ascenso a la Serie B. A pesar de un inicio prometedor, fue destituido el 26 de octubre tras ser eliminado en los dieciseisavos de final de final del torneo de ascenso.
En enero de 2024 se anunció su incorporación al cuerpo técnico de Audax Italiano de la Primera División de Chile, como ayudante del técnico Walter Erviti,Luego de la renuncia de Erviti, el 12 de marzo de 2024 es anunciado como entrenador interino del conjunto itálico.

## Selección nacional
Por la selección de fútbol de Chile jugó 73 partidos, siendo uno de los jugadores que más veces vistió la "Roja". Disputó el Mundial de Francia 1998 , siendo titular en todos los partidos, y las Copas América de 1999 y 2001. Su último partido oficial por la selección chilena, fue en septiembre de 2005, en la goleada por 5:0 que Chile sufrió en su visita a Brasil. Luego Tapia fue reemplazado por Claudio Bravo en la portería nacional.
Participó en los Juegos Olímpicos de Sídney 2000, como uno de los tres refuerzos mayores de 23 años que podían estar nominados al torneo, donde la selección consiguió la medalla de bronce.

### Partidos internacionales
La siguiente tabla detalla los encuentros disputados por Tapia en la selección chilena absoluta y la selección olímpica.
| \| N.º \| Fecha \| Ciudad \| Local \| Resultado \| Visitante \| Competición \| Goles \| \| ------------------------------------------------ \| ------------------------------------------------ \| ------------------------------------------------ \| ------------------------------------------------ \| ------------------------------------------------ \| ------------------------------------------------ \| ---------------------------------- \| ----- \| \| 1 \| 22 de marzo de 1994 \| Lyon \| Francia \| 3:1 \| Chile \| Amistoso \| \| \| 2 \| 27 de marzo de 1994 \| Riad \| Arabia Saudita \| 0:2 \| Chile \| Amistoso \| \| \| 3 \| 30 de marzo de 1994 \| Riad \| Arabia Saudita \| 2:2 \| Chile \| Amistoso \| \| \| 4 \| 23 de septiembre de 1994 \| Santiago \| Chile \| 1:2 \| Bolivia \| Amistoso \| \| \| 5 \| 11 de octubre de 1995 \| Concepción \| Chile \| 2:0 \| Canadá \| Amistoso \| \| \| 6 \| 4 de febrero de 1996 \| Cochabamba \| Bolivia \| 1:1 \| Chile \| Amistoso \| \| \| 7 \| 7 de febrero de 1996 \| Viña del Mar \| Chile \| 2:1 \| México \| Amistoso \| \| \| 8 \| 14 de febrero de 1996 \| Coquimbo \| Chile \| 4:0 \| Perú \| Amistoso \| \| \| 9 \| 23 de abril de 1996 \| Antofagasta \| Chile \| 3:0 \| Australia \| Amistoso \| \| \| 10 \| 26 de mayo de 1996 \| Santiago \| Chile \| 2:0 \| Bolivia \| Amistoso \| \| \| 11 \| 2 de junio de 1996 \| Barinas \| Venezuela \| 1:1 \| Chile \| Clasificatorias a Francia 1998 \| \| \| 12 \| 6 de julio de 1996 \| Santiago \| Chile \| 4:1 \| Ecuador \| Clasificatorias a Francia 1998 \| \| \| 13 \| 25 de agosto de 1996 \| Liberia \| Costa Rica \| 1:1 \| Chile \| Amistoso \| \| \| 14 \| 1 de septiembre de 1996 \| Barranquilla \| Colombia \| 4:1 \| Chile \| Clasificatorias a Francia 1998 \| \| \| 15 \| 12 de noviembre de 1996 \| Santiago \| Chile \| 1:0 \| Uruguay \| Clasificatorias a Francia 1998 \| \| \| 16 \| 15 de diciembre de 1996 \| Buenos Aires \| Argentina \| 1:1 \| Chile \| Clasificatorias a Francia 1998 \| \| \| 17 \| 4 de enero de 1997 \| Viña del Mar \| Chile \| 7:0 \| Armenia \| Amistoso \| \| \| 18 \| 12 de enero de 1997 \| Lima \| Perú \| 2:1 \| Chile \| Clasificatorias a Francia 1998 \| \| \| 19 \| 12 de febrero de 1997 \| La Paz \| Bolivia \| 1:1 \| Chile \| Clasificatorias a Francia 1998 \| \| \| 20 \| 2 de abril de 1997 \| Brasilia \| Brasil \| 4:0 \| Chile \| Amistoso \| \| \| 21 \| 29 de abril de 1997 \| Santiago \| Chile \| 6:0 \| Venezuela \| Clasificatorias a Francia 1998 \| \| \| 22 \| 5 de julio de 1997 \| Santiago \| Chile \| 4:1 \| Colombia \| Clasificatorias a Francia 1998 \| \| \| 23 \| 20 de julio de 1997 \| Santiago \| Chile \| 2:1 \| Paraguay \| Clasificatorias a Francia 1998 \| \| \| 24 \| 20 de agosto de 1997 \| Montevideo \| Uruguay \| 1:0 \| Chile \| Clasificatorias a Francia 1998 \| \| \| 25 \| 10 de septiembre de 1997 \| Santiago \| Chile \| 1:2 \| Argentina \| Clasificatorias a Francia 1998 \| \| \| 26 \| 12 de octubre de 1997 \| Santiago \| Chile \| 4:0 \| Perú \| Clasificatorias a Francia 1998 \| \| \| 27 \| 7 de noviembre de 1997 \| Santiago \| Chile \| 4:1 \| Guatemala \| Amistoso \| \| \| 28 \| 16 de noviembre de 1997 \| Santiago \| Chile \| 3:0 \| Bolivia \| Clasificatorias a Francia 1998 \| \| \| 29 \| 7 de febrero de 1998 \| Sídney \| Australia \| 0:1 \| Chile \| Amistoso \| \| \| 30 \| 11 de febrero de 1998 \| Londres \| Inglaterra \| 0:2 \| Chile \| Amistoso \| \| \| 31 \| 22 de abril de 1998 \| Santiago \| Chile \| 2:2 \| Colombia \| Amistoso \| \| \| 32 \| 19 de mayo de 1998 \| Mendoza \| Argentina \| 1:0 \| Chile \| Amistoso \| \| \| 33 \| 24 de mayo de 1998 \| Santiago \| Chile \| 2:2 \| Uruguay \| Amistoso \| \| \| 34 \| 30 de mayo de 1998 \| Montelimar \| Chile \| 3:2 \| Túnez \| Amistoso \| \| \| 35 \| 11 de junio de 1998 \| Burdeos \| Italia \| 2:2 \| Chile \| Copa Mundial de Fútbol de 1998 \| \| \| 36 \| 17 de junio de 1998 \| Saint-Étienne \| Chile \| 1:1 \| Austria \| Copa Mundial de Fútbol de 1998 \| \| \| 37 \| 23 de junio de 1998 \| Nantes \| Chile \| 1:1 \| Camerún \| Copa Mundial de Fútbol de 1998 \| \| \| 38 \| 27 de junio de 1998 \| París \| Brasil \| 4:1 \| Chile \| Copa Mundial de Fútbol de 1998 \| \| \| 39 \| 29 de mayo de 1999 \| Concepción \| Chile \| 3:0 \| Costa Rica \| Amistoso \| \| \| 40 \| 22 de marzo de 2000 \| Santiago \| Chile \| 5:2 \| Honduras \| Amistoso \| \| \| 41 \| 26 de abril de 2000 \| Santiago \| Chile \| 1:1 \| Perú \| Clasificatorias a Corea-Japón 2002 \| \| \| 42 \| 3 de junio de 2000 \| Montevideo \| Uruguay \| 2:1 \| Chile \| Clasificatorias a Corea-Japón 2002 \| \| \| 43 \| 29 de junio de 2000 \| Santiago \| Chile \| 3:1 \| Paraguay \| Clasificatorias a Corea-Japón 2002 \| \| \| 44 \| 19 de julio de 2000 \| La Paz \| Bolivia \| 1:0 \| Chile \| Clasificatorias a Corea-Japón 2002 \| \| \| 45 \| 25 de julio de 2000 \| San Cristóbal \| Venezuela \| 0:2 \| Chile \| Clasificatorias a Corea-Japón 2002 \| \| \| 46 \| 15 de agosto de 2000 \| Santiago \| Chile \| 3:0 \| Brasil \| Clasificatorias a Corea-Japón 2002 \| \| \| 47 \| 2 de septiembre de 2000 \| Santiago \| Chile \| 0:1 \| Colombia \| Clasificatorias a Corea-Japón 2002 \| \| \| 48 \| 8 de octubre de 2000 \| Quito \| Ecuador \| 1:0 \| Chile \| Clasificatorias a Corea-Japón 2002 \| \| \| 49 \| 15 de noviembre de 2000 \| Santiago \| Chile \| 0:2 \| Argentina \| Clasificatorias a Corea-Japón 2002 \| \| \| 50 \| 27 de marzo de 2001 \| Lima \| Perú \| 3:1 \| Chile \| Clasificatorias a Corea-Japón 2002 \| \| \| 51 \| 1 de septiembre de 2001 \| Santiago \| Chile \| 2:1 \| Francia \| Amistoso \| \| \| 52 \| 4 de septiembre de 2001 \| Santiago \| Chile \| 0:2 \| Venezuela \| Clasificatorias a Corea-Japón 2002 \| \| \| 53 \| 8 de junio de 2003 \| San José \| Costa Rica \| 1:0 \| Chile \| Amistoso \| \| \| 54 \| 11 de junio de 2003 \| San Pedro Sula \| Honduras \| 1:2 \| Chile \| Amistoso \| \| \| 55 \| 20 de agosto de 2003 \| Tianjin \| China \| 0:0 \| Chile \| Amistoso \| \| \| 56 \| 6 de septiembre de 2003 \| Buenos Aires \| Argentina \| 2:2 \| Chile \| Clasificatorias a Alemania 2006 \| \| \| 57 \| 9 de septiembre de 2003 \| Santiago \| Chile \| 2:1 \| Perú \| Clasificatorias a Alemania 2006 \| \| \| 58 \| 15 de noviembre de 2003 \| Montevideo \| Uruguay \| 2:1 \| Chile \| Clasificatorias a Alemania 2006 \| \| \| 59 \| 18 de noviembre de 2003 \| Santiago \| Chile \| 0:1 \| Paraguay \| Clasificatorias a Alemania 2006 \| \| \| 60 \| 18 de febrero de 2004 \| Carson \| México \| 1:1 \| Chile \| Amistoso \| \| \| 61 \| 30 de marzo de 2004 \| La Paz \| Bolivia \| 0:2 \| Chile \| Clasificatorias a Alemania 2006 \| \| \| 62 \| 1 de junio de 2004 \| San Cristóbal \| Venezuela \| 0:1 \| Chile \| Clasificatorias a Alemania 2006 \| \| \| 63 \| 6 de junio de 2004 \| Santiago \| Chile \| 1:1 \| Brasil \| Clasificatorias a Alemania 2006 \| \| \| 64 \| 5 de septiembre de 2004 \| Santiago \| Chile \| 0:0 \| Colombia \| Clasificatorias a Alemania 2006 \| \| \| 65 \| 10 de octubre de 2004 \| Quito \| Ecuador \| 2:0 \| Chile \| Clasificatorias a Alemania 2006 \| \| \| 66 \| 13 de octubre de 2004 \| Santiago \| Chile \| 0:0 \| Argentina \| Clasificatorias a Alemania 2006 \| \| \| 67 \| 17 de noviembre de 2004 \| Lima \| Perú \| 2:1 \| Chile \| Clasificatorias a Alemania 2006 \| \| \| 68 \| 9 de febrero de 2005 \| Viña del Mar \| Chile \| 3:0 \| Ecuador \| Amistoso \| \| \| 69 \| 26 de marzo de 2005 \| Santiago \| Chile \| 1:1 \| Uruguay \| Clasificatorias a Alemania 2006 \| \| \| 70 \| 30 de marzo de 2005 \| Asunción \| Paraguay \| 2:1 \| Chile \| Clasificatorias a Alemania 2006 \| \| \| 71 \| 4 de junio de 2005 \| Santiago \| Chile \| 3:1 \| Bolivia \| Clasificatorias a Alemania 2006 \| \| \| 72 \| 8 de junio de 2005 \| Santiago \| Chile \| 2:1 \| Venezuela \| Clasificatorias a Alemania 2006 \| \| \| 73 \| 4 de septiembre de 2005 \| Brasilia \| Brasil \| 5:0 \| Chile \| Clasificatorias a Alemania 2006 \| \| \| Total partidos y goles con la selección absoluta \| Total partidos y goles con la selección absoluta \| Total partidos y goles con la selección absoluta \| Total partidos y goles con la selección absoluta \| Total partidos y goles con la selección absoluta \| Total partidos y goles con la selección absoluta \| 73 \| 0 \| |                                                  |                                                  |                                                  |                                                  |                                                  |                                    |       |
| N.º | Fecha                                            | Ciudad                                           | Local                                            | Resultado                                        | Visitante                                        | Competición                        | Goles |
| 1 | 22 de marzo de 1994                              | Lyon                                             | Francia                                          | 3:1                                              | Chile                                            | Amistoso                           |       |
| 2 | 27 de marzo de 1994                              | Riad                                             | Arabia Saudita                                   | 0:2                                              | Chile                                            | Amistoso                           |       |
| 3 | 30 de marzo de 1994                              | Riad                                             | Arabia Saudita                                   | 2:2                                              | Chile                                            | Amistoso                           |       |
| 4 | 23 de septiembre de 1994                         | Santiago                                         | Chile                                            | 1:2                                              | Bolivia                                          | Amistoso                           |       |
| 5 | 11 de octubre de 1995                            | Concepción                                       | Chile                                            | 2:0                                              | Canadá                                           | Amistoso                           |       |
| 6 | 4 de febrero de 1996                             | Cochabamba                                       | Bolivia                                          | 1:1                                              | Chile                                            | Amistoso                           |       |
| 7 | 7 de febrero de 1996                             | Viña del Mar                                     | Chile                                            | 2:1                                              | México                                           | Amistoso                           |       |
| 8 | 14 de febrero de 1996                            | Coquimbo                                         | Chile                                            | 4:0                                              | Perú                                             | Amistoso                           |       |
| 9 | 23 de abril de 1996                              | Antofagasta                                      | Chile                                            | 3:0                                              | Australia                                        | Amistoso                           |       |
| 10 | 26 de mayo de 1996                               | Santiago                                         | Chile                                            | 2:0                                              | Bolivia                                          | Amistoso                           |       |
| 11 | 2 de junio de 1996                               | Barinas                                          | Venezuela                                        | 1:1                                              | Chile                                            | Clasificatorias a Francia 1998     |       |
| 12 | 6 de julio de 1996                               | Santiago                                         | Chile                                            | 4:1                                              | Ecuador                                          | Clasificatorias a Francia 1998     |       |
| 13 | 25 de agosto de 1996                             | Liberia                                          | Costa Rica                                       | 1:1                                              | Chile                                            | Amistoso                           |       |
| 14 | 1 de septiembre de 1996                          | Barranquilla                                     | Colombia                                         | 4:1                                              | Chile                                            | Clasificatorias a Francia 1998     |       |
| 15 | 12 de noviembre de 1996                          | Santiago                                         | Chile                                            | 1:0                                              | Uruguay                                          | Clasificatorias a Francia 1998     |       |
| 16 | 15 de diciembre de 1996                          | Buenos Aires                                     | Argentina                                        | 1:1                                              | Chile                                            | Clasificatorias a Francia 1998     |       |
| 17 | 4 de enero de 1997                               | Viña del Mar                                     | Chile                                            | 7:0                                              | Armenia                                          | Amistoso                           |       |
| 18 | 12 de enero de 1997                              | Lima                                             | Perú                                             | 2:1                                              | Chile                                            | Clasificatorias a Francia 1998     |       |
| 19 | 12 de febrero de 1997                            | La Paz                                           | Bolivia                                          | 1:1                                              | Chile                                            | Clasificatorias a Francia 1998     |       |
| 20 | 2 de abril de 1997                               | Brasilia                                         | Brasil                                           | 4:0                                              | Chile                                            | Amistoso                           |       |
| 21 | 29 de abril de 1997                              | Santiago                                         | Chile                                            | 6:0                                              | Venezuela                                        | Clasificatorias a Francia 1998     |       |
| 22 | 5 de julio de 1997                               | Santiago                                         | Chile                                            | 4:1                                              | Colombia                                         | Clasificatorias a Francia 1998     |       |
| 23 | 20 de julio de 1997                              | Santiago                                         | Chile                                            | 2:1                                              | Paraguay                                         | Clasificatorias a Francia 1998     |       |
| 24 | 20 de agosto de 1997                             | Montevideo                                       | Uruguay                                          | 1:0                                              | Chile                                            | Clasificatorias a Francia 1998     |       |
| 25 | 10 de septiembre de 1997                         | Santiago                                         | Chile                                            | 1:2                                              | Argentina                                        | Clasificatorias a Francia 1998     |       |
| 26 | 12 de octubre de 1997                            | Santiago                                         | Chile                                            | 4:0                                              | Perú                                             | Clasificatorias a Francia 1998     |       |
| 27 | 7 de noviembre de 1997                           | Santiago                                         | Chile                                            | 4:1                                              | Guatemala                                        | Amistoso                           |       |
| 28 | 16 de noviembre de 1997                          | Santiago                                         | Chile                                            | 3:0                                              | Bolivia                                          | Clasificatorias a Francia 1998     |       |
| 29 | 7 de febrero de 1998                             | Sídney                                           | Australia                                        | 0:1                                              | Chile                                            | Amistoso                           |       |
| 30 | 11 de febrero de 1998                            | Londres                                          | Inglaterra                                       | 0:2                                              | Chile                                            | Amistoso                           |       |
| 31 | 22 de abril de 1998                              | Santiago                                         | Chile                                            | 2:2                                              | Colombia                                         | Amistoso                           |       |
| 32 | 19 de mayo de 1998                               | Mendoza                                          | Argentina                                        | 1:0                                              | Chile                                            | Amistoso                           |       |
| 33 | 24 de mayo de 1998                               | Santiago                                         | Chile                                            | 2:2                                              | Uruguay                                          | Amistoso                           |       |
| 34 | 30 de mayo de 1998                               | Montelimar                                       | Chile                                            | 3:2                                              | Túnez                                            | Amistoso                           |       |
| 35 | 11 de junio de 1998                              | Burdeos                                          | Italia                                           | 2:2                                              | Chile                                            | Copa Mundial de Fútbol de 1998     |       |
| 36 | 17 de junio de 1998                              | Saint-Étienne                                    | Chile                                            | 1:1                                              | Austria                                          | Copa Mundial de Fútbol de 1998     |       |
| 37 | 23 de junio de 1998                              | Nantes                                           | Chile                                            | 1:1                                              | Camerún                                          | Copa Mundial de Fútbol de 1998     |       |
| 38 | 27 de junio de 1998                              | París                                            | Brasil                                           | 4:1                                              | Chile                                            | Copa Mundial de Fútbol de 1998     |       |
| 39 | 29 de mayo de 1999                               | Concepción                                       | Chile                                            | 3:0                                              | Costa Rica                                       | Amistoso                           |       |
| 40 | 22 de marzo de 2000                              | Santiago                                         | Chile                                            | 5:2                                              | Honduras                                         | Amistoso                           |       |
| 41 | 26 de abril de 2000                              | Santiago                                         | Chile                                            | 1:1                                              | Perú                                             | Clasificatorias a Corea-Japón 2002 |       |
| 42 | 3 de junio de 2000                               | Montevideo                                       | Uruguay                                          | 2:1                                              | Chile                                            | Clasificatorias a Corea-Japón 2002 |       |
| 43 | 29 de junio de 2000                              | Santiago                                         | Chile                                            | 3:1                                              | Paraguay                                         | Clasificatorias a Corea-Japón 2002 |       |
| 44 | 19 de julio de 2000                              | La Paz                                           | Bolivia                                          | 1:0                                              | Chile                                            | Clasificatorias a Corea-Japón 2002 |       |
| 45 | 25 de julio de 2000                              | San Cristóbal                                    | Venezuela                                        | 0:2                                              | Chile                                            | Clasificatorias a Corea-Japón 2002 |       |
| 46 | 15 de agosto de 2000                             | Santiago                                         | Chile                                            | 3:0                                              | Brasil                                           | Clasificatorias a Corea-Japón 2002 |       |
| 47 | 2 de septiembre de 2000                          | Santiago                                         | Chile                                            | 0:1                                              | Colombia                                         | Clasificatorias a Corea-Japón 2002 |       |
| 48 | 8 de octubre de 2000                             | Quito                                            | Ecuador                                          | 1:0                                              | Chile                                            | Clasificatorias a Corea-Japón 2002 |       |
| 49 | 15 de noviembre de 2000                          | Santiago                                         | Chile                                            | 0:2                                              | Argentina                                        | Clasificatorias a Corea-Japón 2002 |       |
| 50 | 27 de marzo de 2001                              | Lima                                             | Perú                                             | 3:1                                              | Chile                                            | Clasificatorias a Corea-Japón 2002 |       |
| 51 | 1 de septiembre de 2001                          | Santiago                                         | Chile                                            | 2:1                                              | Francia                                          | Amistoso                           |       |
| 52 | 4 de septiembre de 2001                          | Santiago                                         | Chile                                            | 0:2                                              | Venezuela                                        | Clasificatorias a Corea-Japón 2002 |       |
| 53 | 8 de junio de 2003                               | San José                                         | Costa Rica                                       | 1:0                                              | Chile                                            | Amistoso                           |       |
| 54 | 11 de junio de 2003                              | San Pedro Sula                                   | Honduras                                         | 1:2                                              | Chile                                            | Amistoso                           |       |
| 55 | 20 de agosto de 2003                             | Tianjin                                          | China                                            | 0:0                                              | Chile                                            | Amistoso                           |       |
| 56 | 6 de septiembre de 2003                          | Buenos Aires                                     | Argentina                                        | 2:2                                              | Chile                                            | Clasificatorias a Alemania 2006    |       |
| 57 | 9 de septiembre de 2003                          | Santiago                                         | Chile                                            | 2:1                                              | Perú                                             | Clasificatorias a Alemania 2006    |       |
| 58 | 15 de noviembre de 2003                          | Montevideo                                       | Uruguay                                          | 2:1                                              | Chile                                            | Clasificatorias a Alemania 2006    |       |
| 59 | 18 de noviembre de 2003                          | Santiago                                         | Chile                                            | 0:1                                              | Paraguay                                         | Clasificatorias a Alemania 2006    |       |
| 60 | 18 de febrero de 2004                            | Carson                                           | México                                           | 1:1                                              | Chile                                            | Amistoso                           |       |
| 61 | 30 de marzo de 2004                              | La Paz                                           | Bolivia                                          | 0:2                                              | Chile                                            | Clasificatorias a Alemania 2006    |       |
| 62 | 1 de junio de 2004                               | San Cristóbal                                    | Venezuela                                        | 0:1                                              | Chile                                            | Clasificatorias a Alemania 2006    |       |
| 63 | 6 de junio de 2004                               | Santiago                                         | Chile                                            | 1:1                                              | Brasil                                           | Clasificatorias a Alemania 2006    |       |
| 64 | 5 de septiembre de 2004                          | Santiago                                         | Chile                                            | 0:0                                              | Colombia                                         | Clasificatorias a Alemania 2006    |       |
| 65 | 10 de octubre de 2004                            | Quito                                            | Ecuador                                          | 2:0                                              | Chile                                            | Clasificatorias a Alemania 2006    |       |
| 66 | 13 de octubre de 2004                            | Santiago                                         | Chile                                            | 0:0                                              | Argentina                                        | Clasificatorias a Alemania 2006    |       |
| 67 | 17 de noviembre de 2004                          | Lima                                             | Perú                                             | 2:1                                              | Chile                                            | Clasificatorias a Alemania 2006    |       |
| 68 | 9 de febrero de 2005                             | Viña del Mar                                     | Chile                                            | 3:0                                              | Ecuador                                          | Amistoso                           |       |
| 69 | 26 de marzo de 2005                              | Santiago                                         | Chile                                            | 1:1                                              | Uruguay                                          | Clasificatorias a Alemania 2006    |       |
| 70 | 30 de marzo de 2005                              | Asunción                                         | Paraguay                                         | 2:1                                              | Chile                                            | Clasificatorias a Alemania 2006    |       |
| 71 | 4 de junio de 2005                               | Santiago                                         | Chile                                            | 3:1                                              | Bolivia                                          | Clasificatorias a Alemania 2006    |       |
| 72 | 8 de junio de 2005                               | Santiago                                         | Chile                                            | 2:1                                              | Venezuela                                        | Clasificatorias a Alemania 2006    |       |
| 73 | 4 de septiembre de 2005                          | Brasilia                                         | Brasil                                           | 5:0                                              | Chile                                            | Clasificatorias a Alemania 2006    |       |
| Total partidos y goles con la selección absoluta | Total partidos y goles con la selección absoluta | Total partidos y goles con la selección absoluta | Total partidos y goles con la selección absoluta | Total partidos y goles con la selección absoluta | Total partidos y goles con la selección absoluta | 73                                 | 0     |

| \| N.º \| Fecha \| Ciudad \| Local \| Resultado \| Visitante \| Competición \| Goles \| \| ------------------------------------------------ \| ------------------------------------------------ \| ------------------------------------------------ \| ------------------------------------------------ \| ------------------------------------------------ \| ------------------------------------------------ \| ------------------------------- \| ----- \| \| 1 \| 14 de septiembre de 2000 \| Melbourne \| Marruecos \| 1:4 \| Chile \| Juegos Olímpicos de Sídney 2000 \| \| \| 2 \| 17 de septiembre de 2000 \| Melbourne \| España \| 1:3 \| Chile \| Juegos Olímpicos de Sídney 2000 \| \| \| 3 \| 20 de septiembre de 2000 \| Adelaida \| Corea del Sur \| 1:0 \| Chile \| Juegos Olímpicos de Sídney 2000 \| \| \| 4 \| 23 de septiembre de 2000 \| Melbourne \| Chile \| 4:1 \| Nigeria \| Juegos Olímpicos de Sídney 2000 \| \| \| 5 \| 26 de septiembre de 2000 \| Melbourne \| Chile \| 1:2 \| Camerún \| Juegos Olímpicos de Sídney 2000 \| \| \| (6) \| 29 de septiembre de 2000 \| Sídney \| Chile \| 2:0 \| Estados Unidos \| Juegos Olímpicos de Sídney 2000 \| \| \| Total partidos y goles con la selección olímpica \| Total partidos y goles con la selección olímpica \| Total partidos y goles con la selección olímpica \| Total partidos y goles con la selección olímpica \| Total partidos y goles con la selección olímpica \| Total partidos y goles con la selección olímpica \| 5 \| 0 \| |                                                  |                                                  |                                                  |                                                  |                                                  |                                 |       |
| N.º | Fecha                                            | Ciudad                                           | Local                                            | Resultado                                        | Visitante                                        | Competición                     | Goles |
| 1 | 14 de septiembre de 2000                         | Melbourne                                        | Marruecos                                        | 1:4                                              | Chile                                            | Juegos Olímpicos de Sídney 2000 |       |
| 2 | 17 de septiembre de 2000                         | Melbourne                                        | España                                           | 1:3                                              | Chile                                            | Juegos Olímpicos de Sídney 2000 |       |
| 3 | 20 de septiembre de 2000                         | Adelaida                                         | Corea del Sur                                    | 1:0                                              | Chile                                            | Juegos Olímpicos de Sídney 2000 |       |
| 4 | 23 de septiembre de 2000                         | Melbourne                                        | Chile                                            | 4:1                                              | Nigeria                                          | Juegos Olímpicos de Sídney 2000 |       |
| 5 | 26 de septiembre de 2000                         | Melbourne                                        | Chile                                            | 1:2                                              | Camerún                                          | Juegos Olímpicos de Sídney 2000 |       |
| (6) | 29 de septiembre de 2000                         | Sídney                                           | Chile                                            | 2:0                                              | Estados Unidos                                   | Juegos Olímpicos de Sídney 2000 |       |
| Total partidos y goles con la selección olímpica | Total partidos y goles con la selección olímpica | Total partidos y goles con la selección olímpica | Total partidos y goles con la selección olímpica | Total partidos y goles con la selección olímpica | Total partidos y goles con la selección olímpica | 5                               | 0     |

##### Participaciones en Copas del Mundo
| Mundial                   | Sede    | Resultado        | PJ | Goles en contra |
| ------------------------- | ------- | ---------------- | -- | --------------- |
| Mundial de Fútbol de 1998 | Francia | Octavos de final | 4  | -8              |

##### Participaciones en Copa América
| Copa              | Sede     | Resultado        |
| ----------------- | -------- | ---------------- |
| Copa América 1999 | Paraguay | Cuarto lugar     |
| Copa América 2001 | Colombia | Cuartos de final |

##### Participaciones en Olimpiadas
| Juegos Olímpicos | Sede      | Resultado         |
| ---------------- | --------- | ----------------- |
| Sídney 2000      | Australia | Medalla de Bronce |

##### Participaciones en Clasificatorias a Copas del Mundo
| Eliminatorias                    | País                  | Resultado           | Posición            | PJ |
| -------------------------------- | --------------------- | ------------------- | ------------------- | -- |
| Eliminatorias Francia 1998       | Francia               | Clasificado         | 4.º                 | 14 |
| Eliminatorias Corea y Japón 2002 | Corea del Sur y Japón | Eliminado           | 10.º                | 11 |
| Eliminatorias Alemania 2006      | Alemania              | Eliminado           | 7.º                 | 16 |
| Total de su carrera              | Total de su carrera   | Total de su carrera | Total de su carrera | 41 |

## Clubes

### Como jugador
| Club                       | País      | Año       |
| -------------------------- | --------- | --------- |
| O'Higgins                  | Chile     | 1987-1992 |
| Universidad Católica       | Chile     | 1993-2000 |
| → Deportes Temuco (cedido) | Chile     | 1993      |
| Vélez Sarsfield            | Argentina | 2001      |
| Deportes Puerto Montt      | Chile     | 2001      |
| Unión Española             | Chile     | 2002      |
| Cobreloa                   | Chile     | 2003-2004 |
| Santos                     | Brasil    | 2004      |
| Cobreloa                   | Chile     | 2005      |
| Junior                     | Colombia  | 2005      |

### Como entrenador
| Club               | País    | Año       |
| ------------------ | ------- | --------- |
| Independiente      | Chile   | 2016      |
| Barcelona          | Ecuador | 2019      |
| Guayaquil          | Ecuador | 2020-2021 |
| Libertad           | Ecuador | 2021-2022 |
| Olmedo             | Ecuador | 2023      |
| Audax Italiano     | Chile   | 2024      |
| Constitución Unido | Chile   | 2025-Act. |

## Palmarés

### Como futbolista

#### Campeonatos nacionales
| Título           | Club                 | País   | Año    |
| ---------------- | -------------------- | ------ | ------ |
| Copa Chile       | Universidad Católica | Chile  | 1995   |
| Primera División | Universidad Católica | Chile  | A-1997 |
| Primera División | Cobreloa             | Chile  | A-2003 |
| Primera División | Cobreloa             | Chile  | C-2003 |
| Brasileirão      | Santos               | Brasil | 2004   |

#### Copas internacionales
| Título              | Club                 | País      | Año  |
| ------------------- | -------------------- | --------- | ---- |
| Copa Interamericana | Universidad Católica | Chile     | 1994 |
| Juegos Olímpicos    | Selección Chilena    | Australia | 2000 |

### Como entrenador

#### Campeonatos nacionales
| Título            | Club      | País    | Año  |
| ----------------- | --------- | ------- | ---- |
| Segunda Categoría | Guayaquil | Ecuador | 2020 |
| Segunda Categoría | Libertad  | Ecuador | 2021 |

| Predecesor: Fernando Cornejo | Capitán de Cobreloa 2005 | Sucesor: Luis Fuentes |

## Programas de televisión
| Año  | Programa        | Rol                           | Canal    |
| ---- | --------------- | ----------------------------- | -------- |
| 2012 | Mundos opuestos | Participante (14.º eliminado) | Canal 13 |